# Herpolitha weberi
Espèce
Synonymes
- Herpolitha limax Esper, 1797 (préféré par UICN)
- Sandalolitha africana Veron, 2002

Statut CITES
Herpolitha weberi est une espèce de coraux appartenant à la famille des Fungiidae. Selon le World Register of Marine Species, cette espèce correspond à Herpolitha limax Esper, 1797.